# اندرسون بانو
اندرسون بانو (انگلیسی: Anderson Banvo؛ زادهٔ ۴ فوریهٔ ۱۹۹۴) بازیکن فوتبال است.
از باشگاه‌هایی که در آن بازی کرده‌است می‌توان به باشگاه فوتبال استیونج و باشگاه فوتبال بلکپول اشاره کرد.
وی همچنین در تیم ملی فوتبال Ivory Coast U17 بازی کرده‌است.